# 白辉
白辉，山西人，清朝政治人物。
白辉曾于康熙二十二年（1683年）接替袁珩任漳州府知府一职，康熙二十三年（1684年）由汪世印接任。